# 赵婷婷
赵婷婷（1982年11月28日—），江苏南通人，中國退役羽毛球運動員。与著名羽毛球双打选手葛菲是同乡，葛菲也是她近十年的偶像。
赵婷婷1990年进入南通市业余体校，1994年进入江苏省体校，1996年进入南京军区体工队，1999年跨进国家队的大门，2000年悉尼奥运会后，从国家二队升上一队并与张亚雯搭档。合作两年间，两人曾夺过一次中国公开赛第三名，一次法国羽毛球公开赛冠军。2002年底在女双项目上和魏轶力配对，在混双项目和名将陈其遒配对。
与魏轶力搭档女双夺取了2003年世界羽毛球锦标赛亚军，甚至一度取得世界排名第一。雅典奥运会，她俩在三四名决赛中1：2惜败于罗景民/李敬元，十分遗憾地与奥运奖牌擦肩而过。当年底在湖南益阳举行的羽毛球世界杯，赵婷婷与改与張丹合作。一年后赵婷婷频频更换搭档，她先后与杜婧、杨维、高凌合作。
再次与张亚雯搭档后连续三次夺得国际公开赛女子双打冠军：2008年底的中国羽毛球公开赛和香港羽毛球公开赛、2008年初的全英羽毛球公开赛。
2009年11月，赵婷婷於上海跟隊友谢杏芳舉行退役儀式；期間，中國羽毛球隊總教練李永波，向她們頒發「突出貢獻獎」獎盃。2010年1月正式從羽毛球世界聯會註冊退役。

## 主要战绩
- 2003年泰国公开赛女双、混双冠军。
- 2004年、2008年優霸盃冠军成员。

## 主要比賽成績
只列出曾進入準決賽的國際賽事成績：
| 年份   | 賽事                     | 公開賽級別 | 項目     | 拍檔   | 成績   |
| ------ | ------------------------ | ---------- | -------- | ------ | ------ |
| 2001年 | 亞洲羽毛球錦標賽         | 其他       | 女子雙打 | 张亚雯 | 銅牌   |
| 2002年 | 亞洲羽毛球錦標賽         | 其他       | 女子雙打 | 魏轶力 | 銅牌   |
| 2002年 | 亞洲羽毛球錦標賽         | 其他       | 混合雙打 | 王伟   | 銅牌   |
| 2004年 | 全英羽毛球公開賽         |            | 女子雙打 | 魏轶力 | 準決賽 |
| 2004年 | 奧林匹克運動會羽毛球比賽 | 其他       | 女子雙打 | 魏轶力 | 第四名 |
| 2004年 | 中國羽毛球公開賽         |            | 女子雙打 | 魏轶力 | 亞軍   |
| 2004年 | 中國羽毛球公開賽         | 混合雙打   | 陈其遒   | 亞軍   |        |
| 2006年 | 香港羽毛球公開賽         |            | 混合雙打 | 郑波   | 冠軍   |
| 2006年 | 羽毛球世界盃             | 其他       | 混合雙打 | 郑波   | 銅牌   |
| 2007年 | 德國羽毛球大獎賽         | 大獎賽     | 混合雙打 | 徐晨   | 亞軍   |
| 2007年 | 瑞士羽毛球超級賽         | 超級賽     | 女子雙打 | 楊維   | 冠軍   |
| 2007年 | 亞洲羽毛球錦標賽         | 其他       | 混合雙打 | 徐晨   | 銀牌   |
| 2007年 | 新加坡羽毛球超級賽       | 超級賽     | 女子雙打 | 楊維   | 亞軍   |
| 2007年 | 印尼羽毛球超級賽         | 超級賽     | 女子雙打 | 楊維   | 亞軍   |
| 2007年 | 中國羽毛球大師賽         | 超級賽     | 女子雙打 | 楊維   | 亞軍   |
| 2007年 | 日本羽毛球超級賽         | 超級賽     | 女子雙打 | 于洋   | 亞軍   |
| 2007年 | 丹麥羽毛球超級賽         | 超級賽     | 女子雙打 | 于洋   | 準決賽 |
| 2007年 | 法國羽毛球超級賽         | 超級賽     | 女子雙打 | 于洋   | 亞軍   |
| 2007年 | 中國羽毛球超級賽         | 超級賽     | 女子雙打 | 高崚   | 冠軍   |
| 2007年 | 香港羽毛球超級賽         | 超級賽     | 女子雙打 | 高崚   | 準決賽 |
| 2008年 | 馬來西亞羽毛球超級賽     | 超級賽     | 女子雙打 | 高崚   | 亞軍   |
| 2008年 | 韓國羽毛球超級賽         | 超級賽     | 女子雙打 | 高崚   | 亞軍   |
| 2008年 | 德國羽毛球大獎賽         | 大獎賽     | 女子雙打 | 高崚   | 準決賽 |
| 2008年 | 德國羽毛球大獎賽         | 大獎賽     | 混合雙打 | 徐晨   | 準決賽 |
| 2008年 | 法國羽毛球超級賽         | 超級賽     | 女子雙打 | 张亚雯 | 準決賽 |
| 2008年 | 中國羽毛球超級賽         | 超級賽     | 女子雙打 | 张亚雯 | 冠軍   |
| 2008年 | 香港羽毛球超級賽         | 超級賽     | 女子雙打 | 张亚雯 | 冠軍   |
| 2009年 | 全英羽毛球超級賽         | 超級賽     | 女子雙打 | 张亚雯 | 冠軍   |

| 2007-2017年 | 首要超級賽 | 超級賽 | 黃金大獎賽 | 大獎賽 | 國際挑戰賽 | 國際系列賽 | 未來系列賽 | 其他 |

### 奧運會和世錦賽參賽紀錄
|          | 搭檔   | 2004   | 2005 | 2006 | 2007 | 2008 | 2009 |
| -------- | ------ | ------ | ---- | ---- | ---- | ---- | ---- |
| 女子雙打 | 魏轶力 | 第四名 | 8強  | －   | －   | －   | －   |
| 女子雙打 | 张亚雯 | －     | －   | －   | －   | －   | 金牌 |
|          |        |        |      |      |      |      |      |
| 混合雙打 | 陈其遒 | 8強    | 8強  | －   | －   | －   | －   |
| 混合雙打 | 郑波   | －     | －   | 16強 | －   | －   | －   |
| 混合雙打 | 徐晨   | －     | －   | －   | 16強 | －   | －   |

## 資料來源
1. 1 2 3 4  BWF Profile of Tingting ZHAO（英文）
2. ↑  羽毛球名將謝杏芳宣佈退役 （页面存档备份，存于）《商業電台新聞資訊》2009-11-23
3. ↑  BWF Players Retired from competitive badminton in 2009/2010[]（英文）